# C.D. Zeletin
C.D. Zeletin (pseudonim al lui Constantin Dimoftache; n. 13 aprilie 1935, Burdusaci, comuna Răchitoasa, județul Bacău, fostul județ Tecuci – d. 18 februarie 2020, București) a fost un poet, eseist, traducător, profesor doctor, medic și biofizician român.

## Biografie

### Studii
Urmează Școala primară în satul natal, având-o învățătoare pe mama sa, Maria, și bucurându-se de instruire muzicală din partea tatălui său, Nicolae.
Frecventează apoi Colegiul Național „Gheorghe Roșca Codreanu” din Bârlad (1945-1952). După absolvirea liceului, a urmat cursurile secției de Pediatrie a Facultății de Medicină din București, Secția Pediatrie (1959).

## Activitate științifică

### Repere profesionale
- 1958-1960 - intern clinic prin concurs;
- 1960-1961 - medic al circumscripției a III-a Hunedoara (categorie grea);
- 1961-1962 - chirurg la Sanatoriul de tuberculoză osteoarticulară din Mangalia;
- 1962-1965 - cercetător științific stagiar, prin concurs, la Catedra de Biofizică, IMF București;
- 1963-1989 - activitate medicală integrată la Institutul Național de Igienă și Sănătate Publică din București;
- 1965-1983 - asistent la Catedra de Biofizică, IMF București, titularizat prin concurs în 1973;
- 1974 - Doctor în Științe Medicale, specialitatea Fiziologie;
- 1973-1990 - membru în comitetul de conducere al Secției de Biofizică a USSM;
- 1983-1990 - șef  lucrări, prin concurs, la Catedra de Biofizică a Facultății de Medicină, IMF București;
- 1990 - membru al Consiliului Societății Naționale de Biofizică Pură și Aplicată din România;
- 1991 - redactor-șef al revistei Romanian Journal of Biophysics, Editura Academiei Române;
- 1990-1993 - conferențiar prin concurs, la Catedra de Biofizică a UMF Carol Davila București;
- 1993 - profesor prin concurs, Catedra de Biofizică a UMF Carol Davila  București;
- 1994 - membru al Academiei de Științe Medicale.

### Rezultate ale cercetării
- realizator, împreună cu ing. A. Ciureș, al primului dispozitiv de citospectrofotometrie din România (1962-1965) și autor al celor dintâi cercetări prin această metodă, publicate în țară și în străinătate (Nature, London etc.);
- radiobiologie (investigații privind regenerarea hepatică experimentală, stabilitatea biochimică a moleculelor de ADN etc., prin metoda autoradiografiei și autohistoradiografiei; studii privind incorporarea tisulară de izotopi radioactivi și efectele iradierii interne și externe ș.a.);
- criobiologia celulei seminale;
- investigații nedestructive prin deuterare; cercetări privind eventualitatea apariției aberațiilor cromozomiale, induse în culturile limfocitare de către apa grea, acțiunea D2O asupra translocării produșilor macroergici prin membranele celulare cultivate in vitro etc.;
- biofizica și cibernetica recepției vizuale; cercetări experimentale și teoretice de electrofiziologie, participare la elaborarea unor modele cibernetice;
- probleme de istoria medicinii: activitatea unor înaintași (dr. Al. Brăescu, dr. Gh. Polizu);
- a propus etimologia unor termeni cu implicație medicală;
- Peste 70 de lucrări științifice în domeniul medicinei nucleare, criobiofizicii, citospectrofotometriei, modelării cibernetice a unor procese biologice etc..

### Contribuții originale
- a imaginat, verificat și validat un sistem original de identificare a limfocitelor cu aspect morfologic normal, dar presupuse a fi atinse de impulsul morbid în leucemia limfoidă cronică umană;
- a semnalat, pentru prima oară (1964), existența a două tipuri ale limfocitului mic în sângele uman normal, propunând o revizuire a formulei leucocitare; a identificat cele două tipuri de limfocite pe baza tehnicii citospectrofotometrice, rezultatele fiind confirmate ulterior prin studii de microscopie electronică (stringentă actualitate după apariția SIDA);
- a stabilit o serie de indici preciși ai celulei seminale conservate prin frig și congelare, a căror eficiență este reflectată în creșterea indicilor de fertilitate în practica însămânțărilor artificiale din zootehnie;
- a aplicat modelul cibernetic original al excitației vizuale (conceput împreună cu ing. dr. Sonia Herman) anumitor situații patologice (ambliopia, hemeralopia, retinopatia pigmentară etc.).
- a descoperit paternitatea unicului sonet al lui Leonardo da Vinci (Se voi star sano osserva questa norma…) în prolegomena poemului medical latin Regimen Sanitatis Salernitanum, numit și Flos medicinae (sec. XIII), dovedind astfel că nu este o poezie originală, ci o traducere din latină în italiană în forma fixă a sonetului.

### Activitate didactică
A susținut, vreme de peste 40 de ani, cursuri, conferințe, seminarii și lucrări practice de biofizică la Facultatea de Medicină a Universității de Medicină și Farmacie „Carol Davila“ București. Între anii 1963 și 1977, a susținut prelegeri și lucrări practice la secția de Biofizică a Facultății de Fizică a Universității București, secție care își satisfăcea activitatea didactică la Catedra de Biofizică a U.M.F. „Carol Davila“ București. Personal sau în colaborare, a publicat sau a colaborat la tratate, manuale și îndreptare de lucrări practice: 
- Curs de biofizică (1963), Prelegeri de biofizică medicală, trei volume (1964 și 1971),
- Îndreptar de lucrări practice de biofizică (edițiile 1964, 1972, 1975, 1977),
- Biofizică medicală, Editura didactică și pedagogică, București, 1977,
- Biofizică medicală (în colaborare cu Sonia Herman) Editura Cerma, București, 1993 (570 pagini),
- Principii de biofizică umană, două volume (în colaborare cu Sonia Herman), Editura universitară „Carol Davila“, București, 2003.

„Profesorul C. Dimoftache , scrie D.R. în Viața medicală, VI, 31 (241), p. 7, din 5 august 1994, e cunoscut prin arta didactică a prelegerilor sale de biofizică medicală, audiate cu interes de studenți vreme de 30 de ani. Aticismul lor strict e dublat de o vervă intelectuală bine stăpânită și de o permanentă integrare cărturărească, fapt important pentru o disciplină exactă ca biofizica. Totdeauna la obiect, ideile sale se articulează în nobilul spațiu al accepțiunii filozofice și iradiază impresia de fapt intelectual trăit.“
Filozoful, scriitorul și medicul Sorin Lavric scria despre profesorul său de biofizică, alias scriitorul C.D. Zeletin: „Marea ciudățenie este că medicul acesta cu aplecări literare, de la care te-ai fi așteptat să-și cultive înclinațiile artistice până la treapta unui amatorism plin de mulțumire de sine, medicul acesta își dusese pasiunea până la pragul unei rafinări de ultimă performanță, impresionând prin acribia cu care traducea din Baudelaire sau Michelangelo, dar mai ales impunând prin erudiție.
De fapt, detaliul care îl singulariza în masa cadrelor didactice de la Medicină era pofta cărturărească. Conferențiarul invoca persoane, cărți sau versuri cu
plăcerea cu care alții degustă aroma unui vin bun. O bucurie nesimulată îi însoțea perorațiile, C.D. Zeletin
digerând cultură la propriu, ca pe o hrana propriu-zisă, fără ostentație și fără parăzi cabotine. De fapt, Zeletin secreta cultura cu ușurința cu care o glandă își secretă hormonii, porii pielii sale părând anume dilatați pentru a emana particule olfactive de ordin spiritual (…). Dar ce te înmărmurea la Zeletin nu era  atât luxurianța erudiției, înspăimântătoare și inexplicabilă din perspectiva unui om normal, cât împrejurarea că acest apetit nu cunoștea întreruperi. Spiritul parcă îi fusese reglat pentru o activitate în platou de durată neprecizată, semănând în anduranță cu densitatea acelor oțeluri care nu se rup și nu ruginesc (…). Știa o carte nebunească…“ (Sorin Lavric, Picături savante, în România literară, XLII, 5, p. 9, 19 februarie 2010)

### Volume în medicină
- Constantin Dimoftache (coautor), Academia de Științe Medicale. Dizertație istorică. Editura Academiei de Științe Medicale, București, 2012

## Activitate literară

### Afilieri și recunoaștere
- Membru al Uniunii Scriitorilor din România (1967).
- Apreciat superlativ de mari spirite ale literaturii române, precum Tudor Vianu, Perpessicius, Alexandru Philippide, Ștefan Augustin Doinaș, ... .
- Președinte fondator al Societății Medicilor Scriitori și Publiciști din România (1990),  alături de Dr. Dan Tărchilă, Dr. Christian W. Schenk și alții.
- Președinte de onoare al Academiei Bârlădene (1991), societate artistică înființată în anul 1915 de către poetul George Tutoveanu, etnologul Tudor Pamfile și preotul publicist Toma Chiricuță, avându-l președinte de onoare pe scriitorul A. Vlahuță.
- Ca scriitor, a publicat 40 de volume.
- Premiul de carte și medalia de aur, Edinburgh, Anglia, pentru Michelangelo, Sonete (1965).
- Diplomă și medalie la Expoziția Internațională de Carte, I.B.A., Leipzig (1971).
- Premiile: Asociației Scriitorilor din București, pentru Michelangelo, Sonete și crâmpeie de sonet (1975), Salonului Național al Cărții, Cluj-Napoca, pentru cea mai buna traducere a unei capodopere lirice: Charles Baudelaire, Florile Răului (1991) și Uniunii Scriitorilor din România (1991), pentru cea mai bună tălmăcire a unei capodopere lirice a literaturii universale: Charles Baudelaire, Florile Răului.
- Publicistică literară în diverse reviste, emisiuni literare la radio și televiziune, conferințe.
- La 1 decembrie 2000 i s-a conferit de către Președinția României Ordinul Național Serviciul Credincios în gradul de Ofițer.
- Premiul Stolnicul Constantin Cantacuzino al Fundației Culturale Magazin Istoric (2006), pentru volumul Scânteind ca Sirius… (2004).
- Premiul I.C. Filitti al Fundației Culturale Magazin Istoric (2010), pentru volumul Principesa Elena Bibescu, marea pianistă (2008).
- Ordinul Național Meritul Cultural în grad de Cavaler, Categoria A. Literatură (2011), "în semn de înaltă apreciere pentru meritele remarcabile avute în promovarea culturii în țară și în lume".
- Premiul Maria Papahagi (ediția 2011), atribuit în urma concursului organizat de Institutul Italian de Cultură Vito Grasso din București, Centrul Cultural Italian și Universitatea Babeș-Bolyai din Cluj-Napoca, pentru "contribuția importantă în italienistica românească".
- Doctor Honoris Causa al Universității de Medicină și Farmacie Gr. T. Popa din Iași (2012).

### Volume publicate
- MICHELANGELO, Sonete, tălmăcire, studiu introductiv, note și comentarii de C.D. Zeletin, Cuvânt înainte de Acad. Tudor Vianu, E.L.U., București, 1964.Premiul I și Medalia de aur la Concursul de carte, Edinburgh, 1965.
- Lirica Renașterii italiene, tălmăcire și studiu introductiv de C.D. Zeletin, Editura Tineretului, „Cele mai frumoase poezii“, București, 1966.
- CHARLES BAUDELAIRE, Florile Răului, E.L.U., București, 1967.
- O sută de poeți - versuri ale tinerilor din cenacluri și cercuri literare, Casa centrală a creației populare, București, 1967.
- VALMIKI, Ramayana, repovestită de C. Rajagopalachari, două volume, în românește de S.E. Demetrian, C.D. Zeletin, G. Coșbuc, E.P.L., București, 1968.
- Sonetul italian in Evul mediu și Renaștere, două volume, Editura Minerva, București, 1970.
- ALESSANDRO PARRONCHI, Michelangelo sculptor, în românește de C.D. Zeletin, Editura Meridiane, București, 1970.
- ALEXANDRINA ENĂCHESCU CANTEMIR, Portul popular românesc, ediție îngrijită și studiu introductiv de C.D. Zeletin, Editura Meridiane, București, 1971.
- ROMAN ROLLAND, Viața lui Michelangelo, în românește de C.D. Zeletin, Editura Meridiane, București, 1971.
- CORNELIA COMOROVSCHI, Literatura Umanismului și a Renașterii, vol. I (Italia), Editura Albatros, București, 1972.Cuprinde traduceri din italiană și latină de C.D. Zeletin.
- Neapole, text de C.D. Zeletin, fotografii de Hedy Löffler, Editura Meridiane, București, 1973.
- MICHELANGELO BUONARROTI, Sonete și crâmpeie de sonet, alcătuirea ediției, studiu introductiv, traducere, note și comentarii de C.D.Zeletin, Editura Albatros, București, 1975.Premiul Asociației Scriitorilor din București, 1975.
- ALEXANDRINA ENĂCHESCU CANTEMIR, Portul popular românesc, ediție îngrijită și studiu introductiv de C.D. Zeletin, Editura Kobunsha Co., Ltd., Tokio, 1976.
- Călătorie spre transparență, poezii, Editura Eminescu, 1977.
- MICHELANGELO BUONARROTI, Scrisori urmate de Viața lui Michelangelo. scrisă de Ascanio Condivi, două volume, alcătuirea ediției, traducere, studiu introductiv, note și comentarii de C.D. Zeletin, Editura Meridiane, București, 1979.
- Lirica franceză modernă, florilegiu, Editura Albatros, 1981.
- Ideograme pe nisipul coridei, proză aforistică, Editura cartea Românească, 1982.
- MICHELANGELO, Poezii, Opera omnia, traducere, prefață, tabel cronologic, note și comentarii de C.D. Zeletin, Editura Minerva, Biblioteca pentru toți, București, 1986.
- Andaluzia, Editura Cartea românească, București, 1986.
- AL. TZIGARA-SAMURCAȘ, Scrieri despre arta românească, ediție îngrijită, studiu introductiv, cronologie, bibliografie și note de C.D. Zeletin, Editura Meridiane, București, 1987.
- ȘT. ZELETIN, Burghezia română, originea și rolul ei istoric, ediția a II-a, îngrijită de C.D. Zeletin, Editura Humanitas, București, 1991.
- Charles Baudelaire, Florile răului, traducere integrală, Editura Univers, București, 1991.
- ȘT. ZELETIN, Neoliberalismul, ediția a III-a, îngrijită de C.D. Zeletin, Editura Scripta, București, 1992.
- MICHELANGELO, Quindici sonetti. Cincisprezece sonete, Versione romena di/ versiunea în limba română: C.D. Zeletin, Editura Kriterion, București, 1992. Cu zece gravuri de Simona Bucan.Ediție bibliofilă.
- Respiro în amonte, eseuri, Editura Cartea Românească, 1995.
- ROMAN ROLLAND, Viața lui Michelangelo, în românește de C.D. Zeletin, ediția a II-a, Editura Meridiane, București, 1995.
- Gaură-n cer, eseuri, Editura Athena, 1997.
- Adagii, proză aforistică, Editura Athena, 1999.
- Amar de vreme. Editura Vitruviu, București, 2001.
- Sonetul în zorii, amiaza și amurgul Renașterii italiene. Editura Pandora-M, Târgoviște, 2002.
- Ștefan Zeletin. Contribuții documentare, Editura Corgal Press, Bacău, 2002.
- PAUL VERLAINE, Poèmes. Poezii. Traduceri de Șt.O. Iosif și C.D. Zeletin, Editura Pandora-M, Târgoviște, 2002.
- VINTILĂ CIOCÂLTEU, Adânc împietrit. Poezii, Ediție îngrijită de C.D. Zeletin, Editura Cartea universitară, București, 2003.
- ALEXANDRU TZIGARA-SAMURCAȘ, Memorii III, 1919-1930. Lupta vieții unui octogenar. Ediție îngrijită și Studiu introductiv de C.D. Zeletin, Editura Meridiane,București, 2003.
- G. TUTOVEANU, Albastru. Poezii alese. Ediție alcătuită de Mircea și Sergiu Coloșenco. Bibliografie de Al. Tutoveanu și C.D. Zeletin. Traduceri în franceză de C.D. Zeletin. Editura Sfera, Bârlad, 2003.
- Scânteind ca Sirius... Scrisorile de tinerețe ale Zoei G. Frasin către G. Tutoveanu. Comentariu urmat de Contribuții documentare la biografia poetului G. Tutoveanu. Editura Sfera, Bârlad, 2004.
- CHARLES BAUDELAIRE. Florile Răului, Traducere, cronologie, note și comentarii de C.D. Zeletin. Ediția a II-a, ilustrată cu desene de Charles Baudelaire. Ediție bibliofilă Editura Aldine, București, 2004.
- Nu-i mai ajunge sufletului..., Editura Sfera, Bârlad, 2005.
- Amar de vreme, Ediția a II-a, Editura Sfera, Bârlad, 2006.
- Antologie din lirica franceză. Editura Pandora-M, Târgoviște, 2006.
- TOMMASO CAMPANELLA, La Città del Sole. Poesie filosofiche/ Cetatea Soarelui, traducere din italiană de Smaranda Bratu Elian, și Poezii filozofice, traducere din italiană C.D. Zeletin și Smaranda Bratu Elian, Editura Humanitas, București, 2006. Ediție bilingvă.
- Principesa Elena Bibescu, marea pianistă. Cronică, Editura Vitruviu, București, 2007.[4]
- G. TUTOVEANU, Poezii. Ediție liliput. Cu un medalion de T. Arghezi. Ediție îngrijită de C.D. Zeletin. Editura Sfera, Bârlad, 2007.
- ALEXANDRU TZIGARA-SAMURCAȘ, Lupta vieții unui octogenar, memorii, 1931-1936. Ediție îngrijită, studiu introductiv și cronologic de C.D. Zeletin. Editura Vitruviu, București, 2007.
- Principesa Elena Bibescu, marea pianistă. Cronică,  Ediția a II-a, Editura Vitruviu, București, 2008.
- ALEXANDRU TZIGARA-SAMURCAȘ, Lupta vieții unui octogenar, memorii, 1937-1941. Ediție îngrijită, studiu introductiv și cronologic de C.D. Zeletin. Editura Vitruviu, București, 2008.
- Il sonetto italiano del Medioevo e del Rinascimento/ Sonetul italian în Evul mediu și în Renaștere. Antologie, traducere din italiană și postfață de C.D. Zeletin. Prefață de Natascia Tonelli. Note explicative și note bibliografice de C.D. Zeletin și Smaranda Bratu Elian. Ediție îngrijită de Smaranda Bratu Elian. Editura Humanitas, București, 2008.
- Distinguo. Eseuri. Evocări. Scriitori medici. Convorbiri. Editura Vitruviu, București, 2008.
- Doctorul Alexandru Brăescu, 1860-1917, întemeietor al învățământului universitar de psihiatrie din Moldova, ctitor al Spitalului Socola din Iași. Contribuții documentare. Editura Corgal Press, Bacău, 2009.
- ION BUZDUGAN, Miresme din stepă. Poezii. Ediția a II-a. Cu o prefață și o prezentare de N. Iorga. Ediție îngrijită de C.D. Zeletin. Editura Sfera, Bârlad, 2011.
- MICHELANGELO, Rime. Poezii. Opera omnia. Ediție bilingvă. Traducere din italiană și postfață de C.D. Zeletin. Prefață de Adelin Charles Fiorato. Ediție îngrijită de Smaranda Bratu Elian. Editura Humanitas, București, 2011.
- Charles Baudelaire, Florile răului, traducere integrală, Editura Sfera, Bârlad, 2011 .
- Rămânerea trecerii. Eseuri. Evocări. Schițe. Convorbiri. Editura Spandugino, București, 2012.
- Zdrențe în paradis. Proză apoftegmatică. Editura Spandugino, București, 2012.
- Scrieri 1. Colecția Distinguo. Editura Spandugino, București, 2012.
- Scrieri 2. Colecția Distinguo. Editura Spandugino, București, 2012.
- C. D. Zeletin, Anca-Michaela Israil, Radu Șerban Palade, Centenar George Emil Palade, 1912-2008. Laureat al Premiului Nobel pentru Medicină, 1974 - Crestomație de familie, Editura Spandugino, București, 2012.
- Scrieri 3. Colecția Distinguo. Editura Spandugino, București, 2013.
- MICHELANGELO BUONARROTI, Scrisori, Traducere din limba italiană, studiu introductiv, cronologie și note de C.D. Zeletin, Editura Art, București, 2013.
- Scrieri 4. Istoriografice. Colecția Distinguo. Editura Spandugino, București, 2014.
- G. TUTOVEANU, Poezii. Ediție liliput. Cu un medalion de T. Arghezi. Ediție îngrijită de C.D. Zeletin. Editura Sfera, Bârlad, 2015.
- Scrieri 5. Principesa Elena Bibescu marea pianista, născută Kostaki Epureanu,  începuturile carierei pariziene a lui George Enescu, Colecția Distinguo, Editura Spandugino, București, 2016.
- Scrieri 6. Poezie italiană, Colecția Distinguo, Editura Spandugino, București, 2017.
- Domnu-i domn și lerui ler. Proze. Convorbiri. La arderea manuscriselor, Editura Spandugino, București, 2017.
- EDUARD PAMFIL, ARIOSO DOLENTE. Poezii. Ediție alcătuită, eseu introductiv, note și ADDENDA de C.D. Zeletin, Președinte de onoare al Societății Medicilor Scriitori și Publiciști din România, Editura Cartea Medicală, București, 2019.
- Scrieri 7. Poezie franceză, Colecția Distinguo, Editura Spandugino, București, 2020.
- Așternutul isomniacului. Poeme gnomice în proză, Editura Spandugino, București, 2020.
- Dada & Dada. Fulguiri din copilărie., Ediție postumă îngrijită de Cătălin-Andrei Teodoru, Editura Sfera, Bârlad, 2024.
- Nu-i mai ajunge sufletului..., Editura Sfera, Bârlad, 2025.

### Volume consacrate lui C.D. Zeletin
Cuprind studii, eseuri,  cercetări, articole, documente istoriografice ori imagistice, de la Tudor Vianu, Perpessicius și George Emil Palade, laureat al Premiului Nobel pentru Medicină (1974), la Barbu Cioculescu, Gheorghe Grigurcu, Viorel Cosma ori Sorin Lavric, privitoare la opera sa literară:
- Omagiu, C.D. Zeletin 70. Editat de Direcția județeană pentru cultură, culte și patrimoniul cultural național Bacău, împreună cu Centrul internațional de cultură și arte „George Apostu“ Bacău, 2005.
- C.D. Zeletin 75. Omagiul Academiei Bârlădene Președintelui ei de Onoare. Ediție alcătuită de Prof. Elena Monu, Doctor în istorie, Președinte al Academiei Bârlădene, societate artistică înființată în anul 1915. Bârlad, Editura Sfera, 2010
- C.D. Zeletin 80. Omagiul Academiei Bârlădene Președintelui ei de Onoare. Ediție alcătuită de Prof. Elena Popoiu, Vicepreședinte al Academiei Bârlădene, societate artistică înființată în anul 1915. Bârlad, Editura Sfera, 2015.
- C.D. Zeletin 85. Omagiu călugarului alb. Ediție îngrijită de Elena Popoiu, Simion Bogdănescu, Elena Monu, Cătălin-Andrei Teodoru, Alexandru Popescu-Prahovara Membri ai Academiei Bârlădene, societate artistică înființată în anul 1915, Bârlad, Editura Sfera, 2020.
- Theodor Codreanu - C.D. Zeletin și poetica transparenței, ediție îngrijită de Lina Codreanu, Proiectul editorial „C.D. Zeletin – 90” s-a realizat cu suportul financiar al Societății culturale „Academia Bârlădeană”, director prof. dr. Elena Monu și director adj. prof. Elena Popoiu, Editura Sfera, Bârlad, 2025.

### Publicistică literară în presă
România literară, Luceafărul, Contemporanul, Tribuna, Ateneu, Steaua, Gazeta literară, Familia, Ramuri, Tomis, Amfiteatru, Convorbiri literare, Almanahul literar, Studii de muzicologie, Muzica, Viața Medicală, Acolada, Clipa cea repede..., Fântâna din Kos (ultimele două, publicații ale Societății Medicilor Scriitori și Publiciști din România) etc.